# فيرنون موريس
فيرنون موريس (بالإنجليزية: Vernon Morris)‏ (13 يونيو 1894 في المملكة المتحدة - 11 يناير 1973 في المملكة المتحدة) هو لاعب كريكت بريطاني. لعب مع نادي مقاطعة غلاموركن للكريكت ‏.

## وصلات خارجية
- فيرنون موريس على موقع إي آس بي آن كريك إنفو (الإنجليزية)